# Eublemmini
Eublemmini es una tribu de lepidópteros perteneciente a la subfamilia Acontiinae (otras taxonomías la colocan en la subfamilia Boletobiinae). Si bien esta tribu en la actualidad no tiene un gran número de géneros, muchos géneros de la subfamilia Acontiinae todavía no han sido asignados a su tribu y por lo tanto esta lista debe considerarse preliminar.

## Géneros
| - Araeopteron - Coccidiphaga - Eublemma - Eumestleta - Eumicremma | - Glossodice - Metachrostis - Odice - Proroblemma - Rhypagla - Trisateles |